# Autoridad Provisional de las Naciones Unidas en Camboya
La Autoridad Provisional de las Naciones Unidas en Camboya (también conocida como APRONUC por su acrónimo en español; UNTAC por sus siglas en inglés) fue una misión multinacional de mantenimiento de la paz desplegada en Camboya entre marzo de 1992 y septiembre de 1993. 

## Historia
La APRONUC fue creada con la aprobación de la resolución 745 del Consejo de Seguridad de las Naciones Unidas del 28 de febrero de 1992. El mandato de la misión establecía un amplio espectro de responsabilidades: la administración civil del país, la preparación de unas elecciones generales libres, el mantenimiento del orden público, la garantización de los derechos humanos, la facilitación del retorno de los refugiados o la mejora de las infraestructuras básicas. La Misión de Avanzada de las Naciones Unidas en Camboya (UNAMIC), establecida en octubre de 1991, fue absorbida por la APRONUC.
La creación de la APRONUC fue consecuencia directa de los acuerdos de paz firmados en París en octubre de 1991 para alcanzar una solución pacífica al conflicto de Camboya. El Consejo Nacional Supremo de Camboya, organismo máximo camboyano, delegó en la APRONUC las competencias para la consecución del acuerdo de paz en el país.
La APRONUC estuvo integrada por unos 22.000 efectivos entre personal militar y civil. Sufrió 78 bajas en los meses que duró la misión. El cuartel general estuvo establecido en Phnom Penh. El gasto total de la UNAMIC y de la APRONUC ascendió a 1.620 millones de dólares.